# 新谢尔格耶夫卡村委员会 (谢雷舍沃区)
新谢尔格耶夫卡村委员会（俄语：Новосергеевский сельсовет）是俄罗斯联邦阿穆尔州谢雷舍沃区所属的一个村委员会。其下辖有3个居民点，行政中心为新谢尔格耶夫卡。据2016年统计，该村委员会的人口为1042人。